# Erlang Public License
La Erlang Public License (EPL) era una licenza rilasciata nel 1998 per le applicazioni scritte nel linguaggio di programmazione Erlang.

## Caratteristiche
La licenza era basata sulla Mozilla Public License (MPL), da cui differisce per alcune condizioni giuridiche modificate in conformità con le leggi della Svezia.
Questa licenza non fu mai approvata né dalla Free Software Foundation come licenza di software libero, né dalla Open Source Initiative (OSI) come licenza open source.
Affronta il copyleft in maniera parziale.

## Storia
La licenza fu poi deprecata, suggerendo la licenza Apache come sua prosecutrice.